# Henrik Stephansen

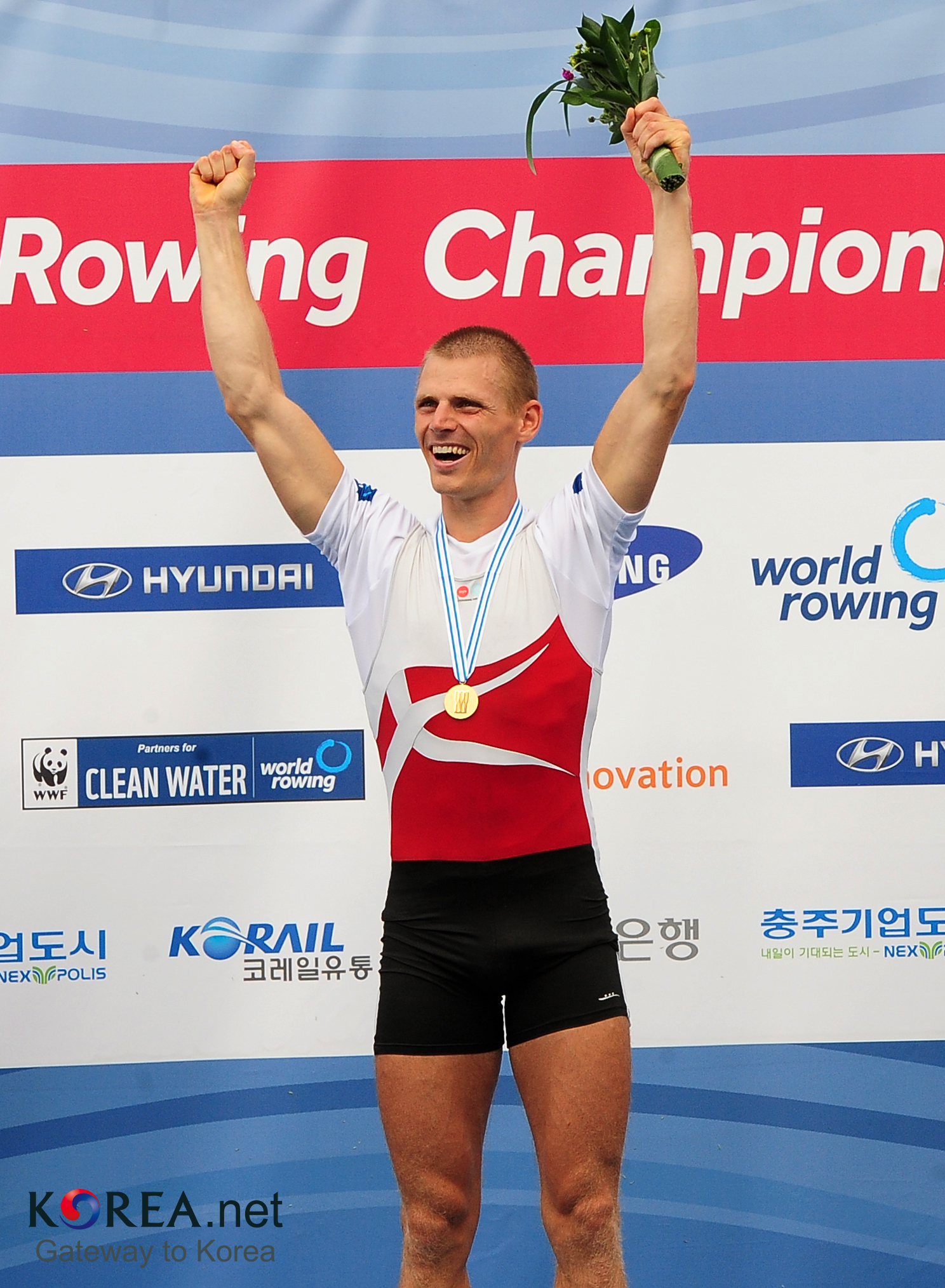
Henrik Stephansen ist Weltmeister 2013

Henrik Victor Stephansen (* 6. August 1988 in Kopenhagen) ist ein ehemaliger dänischer Ruderer. Im Leichtgewichts-Einer war er Weltmeister von 2011 bis 2013.
Stephansen begann 2000 mit dem Rudersport. Bei den Junioren-Weltmeisterschaften 2006 gewann er zusammen mit Nils Stene den Titel im Doppelzweier. 2007 gewann er mit dem Leichtgewichts-Doppelvierer die Bronzemedaille bei den U23-Weltmeisterschaften; bei den Ruder-Weltmeisterschaften 2007 belegte er in der gleichen Bootsklasse, aber ohne Altersbegrenzung, den fünften Platz. 2008 gewann er mit dem Leichtgewichts-Doppelvierer den Titel bei den U23-Weltmeisterschaften.
2009 trat er zusammen mit Steffen Jensen im Leichtgewichts-Doppelzweier an und belegte beim Weltcup in München den dritten Platz, bei den Ruder-Weltmeisterschaften 2009 ruderten die beiden Dänen auf den achten Rang. 2010 debütierte Stephansen im Leichtgewichts-Einer und belegte sowohl bei den Europameisterschaften als auch bei den Weltmeisterschaften den vierten Platz. 2011 siegte Stephansen bei den Weltcup-Regatten in Hamburg und Luzern; bei den Weltmeisterschaften in Bled gewann er seinen ersten Weltmeistertitel im Leichtgewichts-Einer.
Da die Bootsklasse Leichtgewichts-Einer nicht olympisch ist, trat Stephansen im Olympiajahr 2012 beim Weltcup-Auftakt in Belgrad im Einer ohne Gewichtsbeschränkung an und belegte den neunten Platz. Nachdem er sich bei der Qualifikationsregatta für die Olympischen Spiele qualifizieren konnte, belegte Stephansen in Eton bei der Olympiaregatta als Sieger des C-Finales den 13. Rang. Zwei Wochen später trat er bei den Weltmeisterschaften wieder im Leichtgewichts-Einer an und verteidigte seinen Titel aus dem Vorjahr. 2013 siegte Stephansen sowohl bei den Europameisterschaften als auch bei den Weltmeisterschaften im Einer.
Der 1,83 m große Stephansen rudert für den Roklubben Furesø. Stephansen stellte auch diverse Weltrekorde mit dem Ruderergometer auf.